# جشمة محمد بيغي دم رون (مارغون)
جشمة محمد بیغي دم رون (بالفارسية: چشمه محمدبیگی دم رون) هي قرية تقع في إيران في قسم مارغون الريفي. يقدر عدد سكانها بـ 29 نسمة .